# Crna Trava község
Crna Trava (cirill betűkkel Црна Трава) község Szerbiában, a Jablanicai körzetben. Székhelye Crna Trava falu.

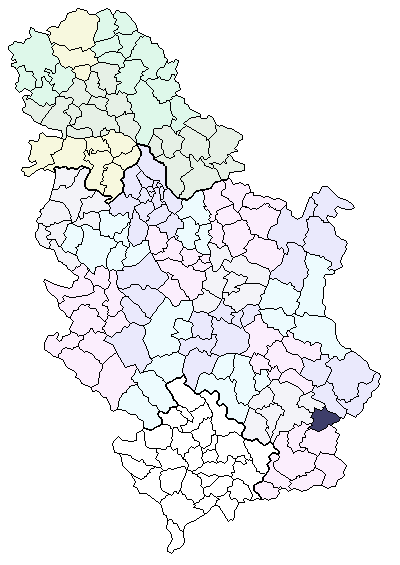
Crna Trava község elhelyezkedése Szerbiában

## A községhez tartozó települések
- Bajinci,
- Bankovci (Crna Trava),
- Bistrica (Crna Trava),
- Brod (Crna Trava),
- Vus (Crna Trava),
- Gornje Gare,
- Gradska (Crna Trava),
- Darkovce,
- Dobro Polje,
- Zlatance,
- Jabukovik,
- Jovanovce,
- Kalna (Crna Trava),
- Krivi Del,
- Krstićevo,
- Mlačište,
- Obradovce,
- Ostrozub,
- Pavličina,
- Preslap,
- Rajčetine (Crna Trava),
- Ruplje
- Sastav Reka,
- Čuka